# Кубок Шотландії з футболу 1891—1892
Кубок Шотландії з футболу 1891–1892 — 19-й розіграш кубкового футбольного турніру у Шотландії. Титул вперше здобув Селтік.

## Перший раунд
| Команда 1                    | Рахунок | Команда 2          |
| ---------------------------- | ------- | ------------------ |
| 28 листопада 1891            |         |                    |
| Аберкорн (1)                 | 2:3     | Квінз Парк (-)     |
| Енбенк (-)                   | 2:1     | Батлфілд (-)       |
| Броксберн Шемрок (-)         | 7:2     | Нозерн (-)         |
| Дамбартон (1)                | 4:0     | Тісл (-)           |
| Іст Стерлінгшир (-)          | 1:6     | Кілмарнок (-)      |
| Гарт оф Мідлотіан (1)        | 3:1*    | Клайд (1)          |
| Кілмарнок Атлетік (-)        | 7:2     | Брідж оф Аллан (-) |
| Літ Атлетік (1)              | 5:0     | Данблейн (-)       |
| Лінтхаус (-)                 | 0:6     | Безгейт Роверс (-) |
| Монккестл (-)                | 3:4     | Арброт (-)         |
| Рейнджерс (1)                | 5:1     | Сент-Бернардс (-)  |
| Рентон (1)                   | 7:4     | Ейр (-)            |
| Сент-Міррен (1)              | 2:4     | Селтік (1)         |
| Терд Ланарк (1)              | 3:0     | Вейл оф Левен (1)  |
| 5 грудня 1891                |         |                    |
| Абердин (-)                  | 2:6     | Мід-Еннендейл (-)  |
| 5 грудня 1891 (перегравання) |         |                    |
| Гарт оф Мідлотіан (1)        | 8:0     | Клайд (1)          |
| 12 грудня 1891               |         |                    |
| Кавлерс (-)                  | 3:1     | Камбусленг (1)     |

* - результат скасовано, було призначено повторний матч.

## Другий раунд
| Команда 1                     | Рахунок | Команда 2             |
| ----------------------------- | ------- | --------------------- |
| 11 грудня 1891                |         |                       |
| Енбенк (-)                    | 2:1     | Літ Атлетік (1)       |
| Арброт (-)                    | 0:3     | Рентон (1)            |
| 19 грудня 1891                |         |                       |
| Броксберн Шемрок (-)          | 4:5     | Гарт оф Мідлотіан (1) |
| Селтік (1)                    | 3:0     | Кілмарнок Атлетік (-) |
| Кавлерс (-)                   | 11:2    | Мід-Еннендейл (-)     |
| Квінз Парк (-)                | 6:0     | Безгейт Роверс (-)    |
| Рейнджерс (1)                 | 0:0     | Кілмарнок (-)         |
| Терд Ланарк (1)               | 1:3     | Дамбартон (1)         |
| 26 грудня 1891 (перегравання) |         |                       |
| Кілмарнок (-)                 | 1:1     | Рейнджерс (1)         |
| 23 січня 1892 (перегравання)  |         |                       |
| Рейнджерс (1)                 | 3:2     | Кілмарнок (-)         |

## Чвертьфінали
| Команда 1                    | Рахунок | Команда 2             |
| ---------------------------- | ------- | --------------------- |
| 23 січня 1892                |         |                       |
| Селтік (1)                   | 4:1     | Кавлерс (-)           |
| Дамбартон (1)                | 2:2     | Квінз Парк (-)        |
| Рентон (1)                   | 4:4     | Гарт оф Мідлотіан (1) |
| 30 січня 1892                |         |                       |
| Рейнджерс (1)                | 2:0     | Енбенк (-)            |
| 30 січня 1892 (перегравання) |         |                       |
| Квінз Парк (-)               | 4:1     | Дамбартон (1)         |
| Гарт оф Мідлотіан (1)        | 2:2     | Рентон (1)            |
| 6 лютого 1892 (перегравання) |         |                       |
| Рентон (1)                   | 3:2     | Гарт оф Мідлотіан (1) |

## Півфінали
| Команда 1                     | Рахунок | Команда 2      |
| ----------------------------- | ------- | -------------- |
| 6 лютого 1892                 |         |                |
| Селтік (1)                    | 5:3     | Рейнджерс (1)  |
| 13 лютого 1892                |         |                |
| Рентон (1)                    | 1:1     | Квінз Парк (-) |
| 27 лютого 1892 (перегравання) |         |                |
| Квінз Парк (-)                | 3:0     | Рентон (1)     |

## Фінал
Результат першого матчу був скасований через незадовільні умови футбольного поля.
| 12 березня 1892 15:00 (CET) |

| Селтік (1)     | 1:0      | Квінз Парк (-) |
| -------------- | -------- | -------------- |
| Д.Кемпбелл 60' | Протокол |                |

| Айброкс-Парк, Глазго Глядачів: 40 000 Арбітр: Снеддон |

### Матч-перегравання
| 9 квітня 1892 15:00 (CET) |

| Селтік (1)                                     | 5:1      | Квінз Парк (-) |
| ---------------------------------------------- | -------- | -------------- |
| Д.Кемпбелл (2) Макмегон (2) Сілларс (автогол)' | Протокол | Гол            |

| Айброкс-Парк, Глазго Глядачів: 20 000 |